# Luis Arias Graziani
Luis Alfonso Arias Graziani (Yungay, 21 de abril de 1926 – Lima, 13 de julho de 2020) foi um oficial militar e político peruano. Nasceu na província de Yungay, no Peru. Era general da Força Aérea Peruana.
Foi um membro importante do gabinete de Francisco Morales Bermúdez. Foi Ministro do Comércio entre 1974 e 1977 e Ministro da Defesa entre 1978 e 1980. Em 1979, foi chefe do comando conjunto.
Morreu em 13 de julho de 2020, em Lima, de COVID-19, aos 94 anos.